# Mary Scott Hogarth
Vous lisez un « bon article » labellisé en 2012.  Il fait partie d'un « thème de qualité ».
Pour les articles homonymes, voir Hogarth.
Mary Scott Hogarth [/'mɛəri scɒt 'həʊgɑːθ/], née le 26 octobre 1819 et morte le 7 mai 1837, est la sœur de Catherine Dickens, l'épouse du romancier anglais Charles Dickens. Malgré son jeune âge et son décès prématuré – et peut-être à cause de cela –, elle a joué un grand rôle dans la vie du couple, dans celle de Dickens en particulier et aussi dans son œuvre. En réalité, évoquer Mary Scott Hogarth revient à parler essentiellement de son célèbre beau-frère, sans lequel elle serait restée sans doute inconnue, alors que, partageant son prestige, elle est passée à la postérité.
Les critiques, en effet, scrutent la brève existence de cette jeune fille pour mieux comprendre la personnalité, le comportement et l'œuvre du romancier. Sa mort a certainement contribué à révéler les tendances mystiques de Dickens, à accélérer la séparation du couple, et l'œuvre porte sa trace de façon appuyée surtout jusqu'à la publication en 1850 de David Copperfield, dont l'héroïne principale, Agnès, lui emprunte, après plusieurs autres protagonistes féminins qui l'ont précédée, bien des traits.

## Biographie

### Ascendance
Mary Scott Thompson Hogarth est la fille cadette de George Hogarth (1783-1870) et Georgina Thompson (1793-1863). Son père, avocat à Édimbourg où elle est née, a été conseiller juridique de l'écrivain Walter Scott pour lequel le jeune Dickens éprouve une grande admiration ; c'est aussi un critique musical, violoncelliste et compositeur, qui collabore à la revue Edinburgh Courant. Abandonnant le droit en 1830, il se fait journaliste et crée le Halifax Guardian, puis il déménage à Londres en 1834 où il devient le critique musical du Morning Chronicle, périodique auquel Dickens, sous le pseudonyme de Boz, confie une vingtaine d'écrits. Une année plus tard, George Hogarth prend la direction de l'Evening Chronicle dont il est le rédacteur en chef pendant vingt ans.

### Rencontre avec Charles Dickens

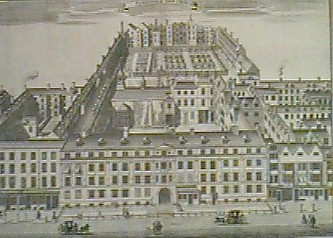
Furnival's Inn au XVIIIe siècle, où Mary Scott rend visite aux Dickens pour la première fois.

Le jeune Dickens, alors âgé de vingt-quatre ans, fréquente assidûment cette famille dont les trois filles, Catherine, Mary Scott et Georgina sont bientôt appelées à jouer un rôle très important dans sa vie. Elle a quatorze ans quand Dickens la rencontre lors de sa première visite chez les Hogarth. Mary est la compagne et l'accompagnatrice assidue de Catherine, de quatre ans son aînée ; de ce fait, elle assiste à l'amitié qui naît entre les deux jeunes gens et à la cour que fait le jeune homme à sa sœur. Peu après leur mariage en 1836, elle passe un mois dans l'appartement de trois pièces que Dickens loue à Furnival's Inn,, séjour qu'elle renouvelle fréquemment, avant de s'installer définitivement chez le couple le 25 mars 1837: elle rejoint leur nouveau domicile, au 48 Doughty Street, pour aider aux tâches de la maisonnée alors que Catherine attend son deuxième enfant.
Les témoins qui l'ont connue à cette époque la décrivent comme « mignonne, belle et de cœur léger » (« sweet, beautiful and light-hearted »). C'est une petite brune que ses quelques lettres révèlent amusante et pleine de vie, très affectueuse envers sa sœur et de plus en plus admirative de son beau-frère, dont la gloire littéraire, il est vrai, ne fait que grandir. Dickens, alors âgé de vingt-cinq ans, se prend d'une véritable idolâtrie pour cette enfant d'à peine dix-sept ans, qui, d'après Fred Kaplan, devient « [une] amie intime, une sœur d'exception, une compagne au foyer » (« Charles's intimate friend, a privileged sister and domestic companion »). Selon Philip V. Allingham, comme le montre la série télévisée Dickens of London,, c'est certainement elle, à la maison, qui a la primeur des bonnes pages de Pickwick Papers ou d'Oliver Twist qu'il vient d'écrire, car il apprécie son opinion, plus encore que celle de son épouse, tant elle lui semble refléter le sentiment général de ses lecteurs.

### Mort brutale à dix-sept ans

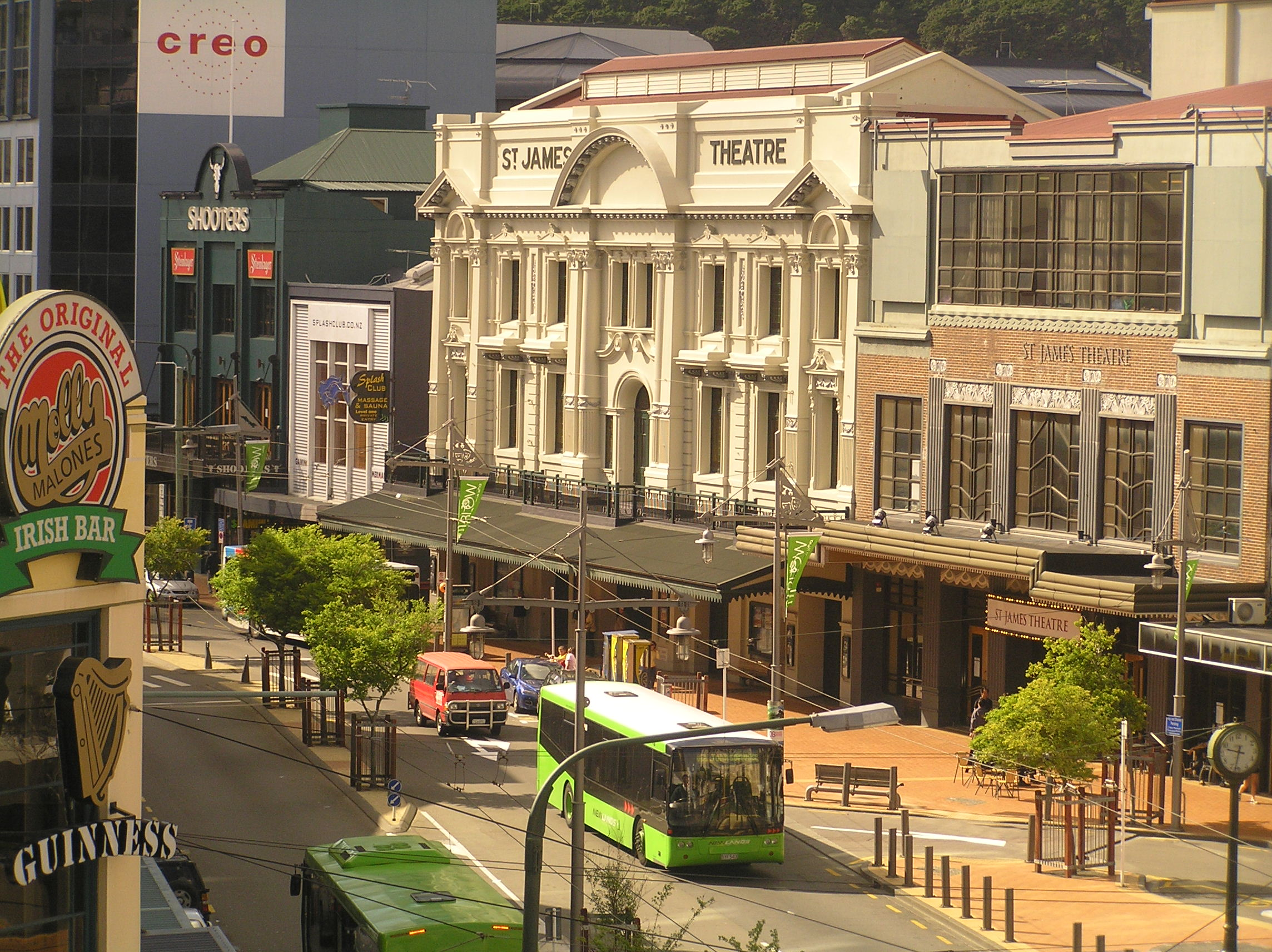
St. James Theatre, où Mary Scott s'est rendue le soir avant sa mort.
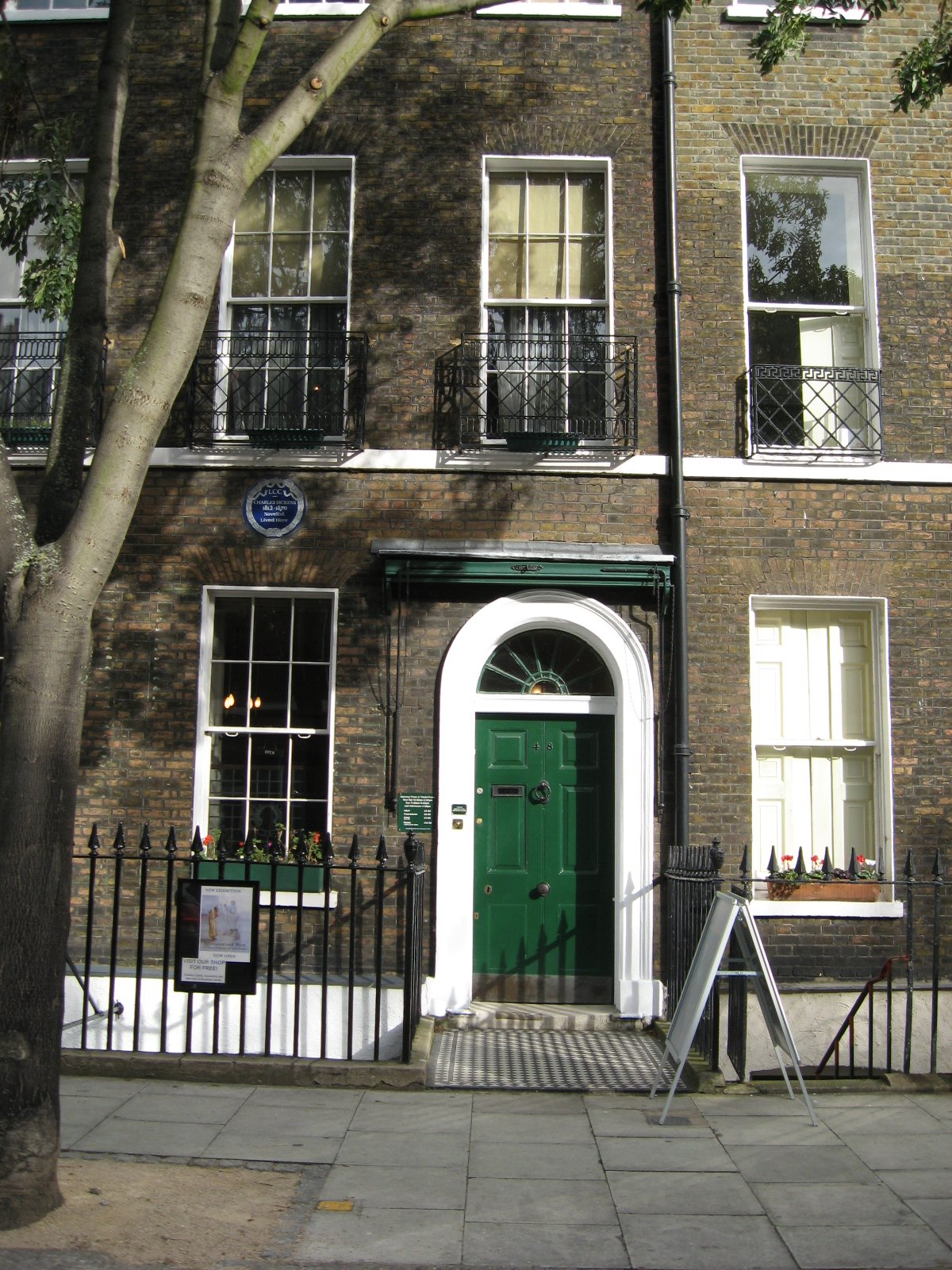
48 Doughty Street où elle est morte.
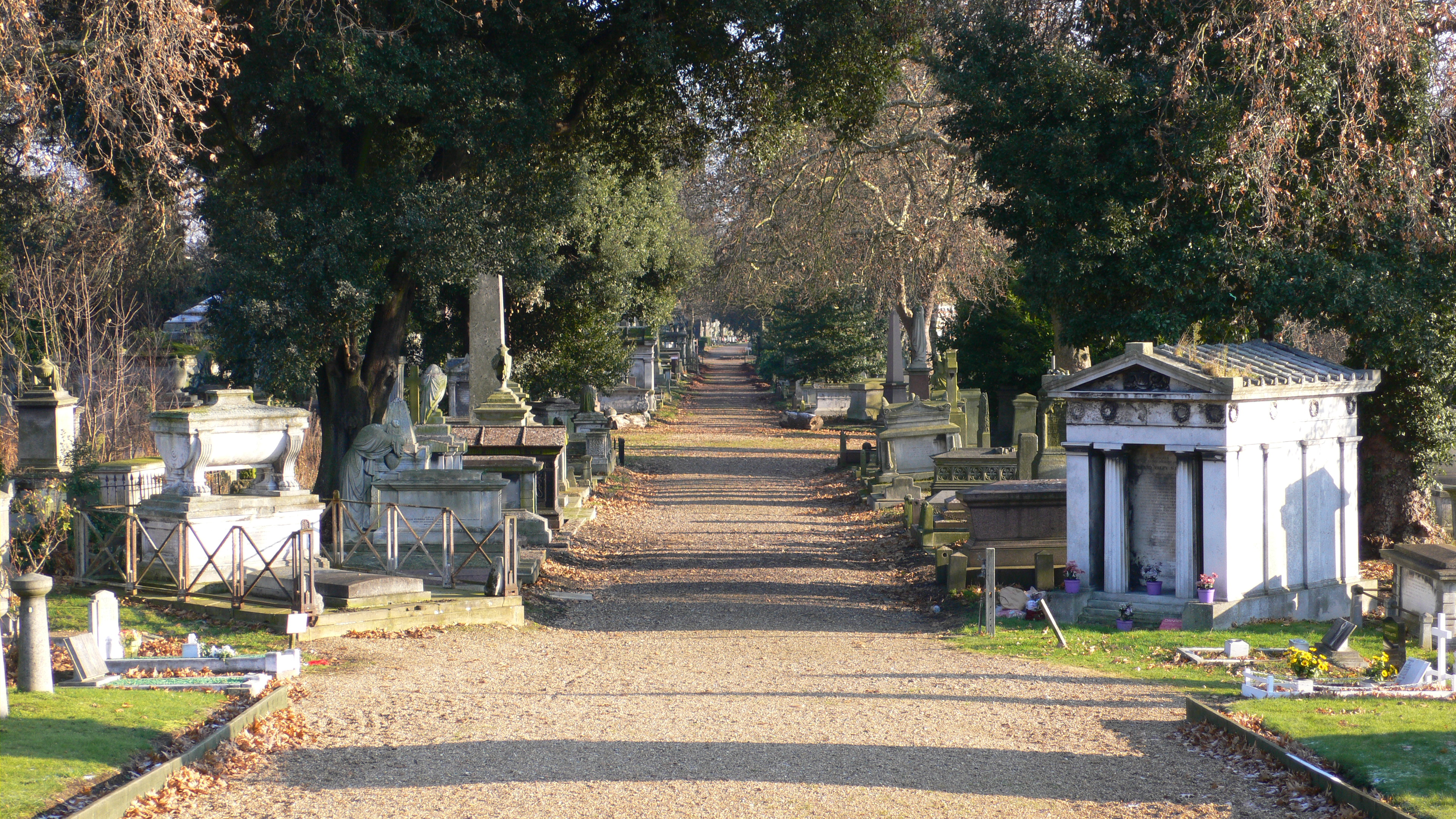
Cimetière Kensal Green où elle est enterrée.
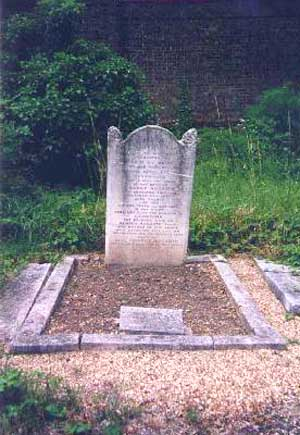
Sa tombe.

Mary meurt subitement au 48 Doughty Street à Londres, où les Dickens viennent d'emménager, quelques semaines après s'être installée à demeure dans la famille.
Le samedi 6 mai 1837, Charles, Catherine et Mary se rendent au St. James's Theatre pour la représentation d'une farce que Dickens a écrite : Is She His Wife?, or, Something Singular! (« Serait-ce sa femme ? ou quelque chose de bizarre ! ») ; à leur retour, raconte Dickens, « [Mary] monte dans sa chambre vers une heure en parfaite santé et, comme d'habitude, d'excellente humeur. Avant qu'elle ait pu se déshabiller, elle est prise d'un violent malaise et, après une nuit d'agonie, meurt dans mes bras à trois heures de l'après-midi. Tout ce qui pouvait être fait pour la sauver l'a été. Les hommes de l'art pensent qu'elle avait une maladie du cœur ». En fait, d'après ce qu'il en dit, Dickens entend un cri perçant émanant de la chambre de Mary ; il s'y précipite et la trouve au plus mal, lui donne un peu de brandy en la tenant dans ses bras et fait aussitôt appeler le médecin, qui reste impuissant. Mary, déjà plongée dans le coma, cesse de vivre le lendemain « dans son sommeil, particulièrement calme et doux » (« in such a calm and gentle sleep »), rapporte Dickens. Il la garde dans ses bras, explique-t-il, « corps sans vie, longtemps après que son âme se fut envolée jusqu'aux cieux » (« the lifeless form long after her soul had fled to Heaven »). Plus tard, il rapporte que les derniers mots de la mourante le concernaient (« the very last words she whispered were of me ... »), déclaration que tempère Philip V. Allingham qui ajoute que, vu l'inflation de son ego, tous derniers mots ne sauraient que lui être consacrés.
Mary Scott Hogarth est enterrée le 13 mai au cimetière General All Souls Cemetery, Kensal Green, Londres, en bordure de Harrow Road. Dickens rédige l'épitaphe qui figure gravée sur la pierre tombale : « Young, beautiful, and good, God numbered her among his angels at the early age of seventeen » (« Jeune, belle et bonne, Dieu l’a rappelée parmi ses anges à l’âge de dix-sept ans. »).
Dans ce cimetière reposent nombre d'écrivains contemporains de Dickens, donc de la jeune fille, en particulier William Makepeace Thackeray, Wilkie Collins et Anthony Trollope.

## Dickens, entre désespoir et exaltation mystique

### Accablé de chagrin
Accablé de chagrin, Dickens ôte du doigt de Mary une bague qu'il porte au sien jusqu'à la fin de sa vie, reprend un médaillon qu'il lui avait offert et le fait transformer pour y enserrer une boucle de ses cheveux, et il garde précieusement tous ses vêtements. La mort de Mary est le seul évènement qui l'empêche d'écrire au cours de sa vie d'écrivain : il manque ainsi la livraison de deux de ses publications, en l'occurrence celles d'Oliver Twist et de Pickwick Papers. En manière d'excuse, il fait paraître dans sa revue un entrefilet expliquant qu'il a perdu « une très chère et très jeune parente à laquelle il était profondément attaché et dont la compagnie lui a, depuis longtemps, été la plus douce des consolations dans ses épreuves » (« he had lost a very dear young relative to whom he was most affectionately attached, and whose society has been, for a long time, the chief solace of his labours »).
Ses lettres se suivent qui expriment « l'abîme de son chagrin » (« his grief-stricken agony ») à la disparition de cette « chère jeune fille qu'il aimait, après sa femme, plus profondément et passionnément qu'aucune autre personne » (« dear girl whom [he] loved more deeply and fervently than anyone in earth »). « Je ne pense pas qu'ait jamais existé un amour tel que celui que je lui ai porté », confie-t-il à son ami Richard Jones,. Pour lui, Mary devient une icône de pureté angélique : il se réclame de Dieu pour témoigner que nulle amitié ne lui a été plus précieuse, que les mots sont impuissants à dire la fierté qu'il éprouvait de l'avoir auprès de lui ; il « jure avec solennité que nulle créature aussi parfaite n'a jamais vu le jour [… et] qu'elle était dépourvue de fautes » (« I solemnly believe that so perfect a creature never breathed [… and that] [s]he had not a fault »). Il va même jusqu'à émettre le vœu d'être inhumé auprès d'elle et, lorsque quelques années plus tard, l'un des frères de la jeune fille, à son tour décédé, prend la place qu'il revendique pour lui-même, il s'en trouve mortifié et meurtri : « je ne supporte pas l'idée d'être chassé de sa poussière… C'est comme la perdre une seconde fois » (« I cannot bear the thought of being excluded from her dust… it seems like losing her a second time »).
Plus tard, Dickens rappelle à la mère de Mary les précieux instants qu'il a passés en compagnie de sa fille : « Cet agréable sourire, ces douces paroles qui [m'étaient] destinées pendant les soirées de travail en notre joyeux badinage autour du feu, furent pour moi plus précieux que ne le seraient les applaudissements du monde entier » (« That pleasant smile and those sweet words which [were] bestowed upon an evening's work in our merry banterings round the fire were more precious to me than the applause of a whole world would be ») ; et il ajoute dans son journal intime : « Jamais je ne serai aussi heureux que je l'ai été dans ces chambres perchées au troisième étage, jamais, même si je roule sur l'or et la gloire. Si je pouvais me le permettre, je les louerais pour les garder vides » (« I shall never be so happy again as in those Chambers three Stories high — never if I roll in wealth and fame. I would hire them, to keep empty, if I could afford it »),,.
Huit mois exactement après la disparition de Mary Scott, le 6 mars 1838, naît la première des filles de la famille, et tout naturellement, Dickens, qui impose ses choix à sa femme, la prénomme « Mary ».

### Un deuil encombrant

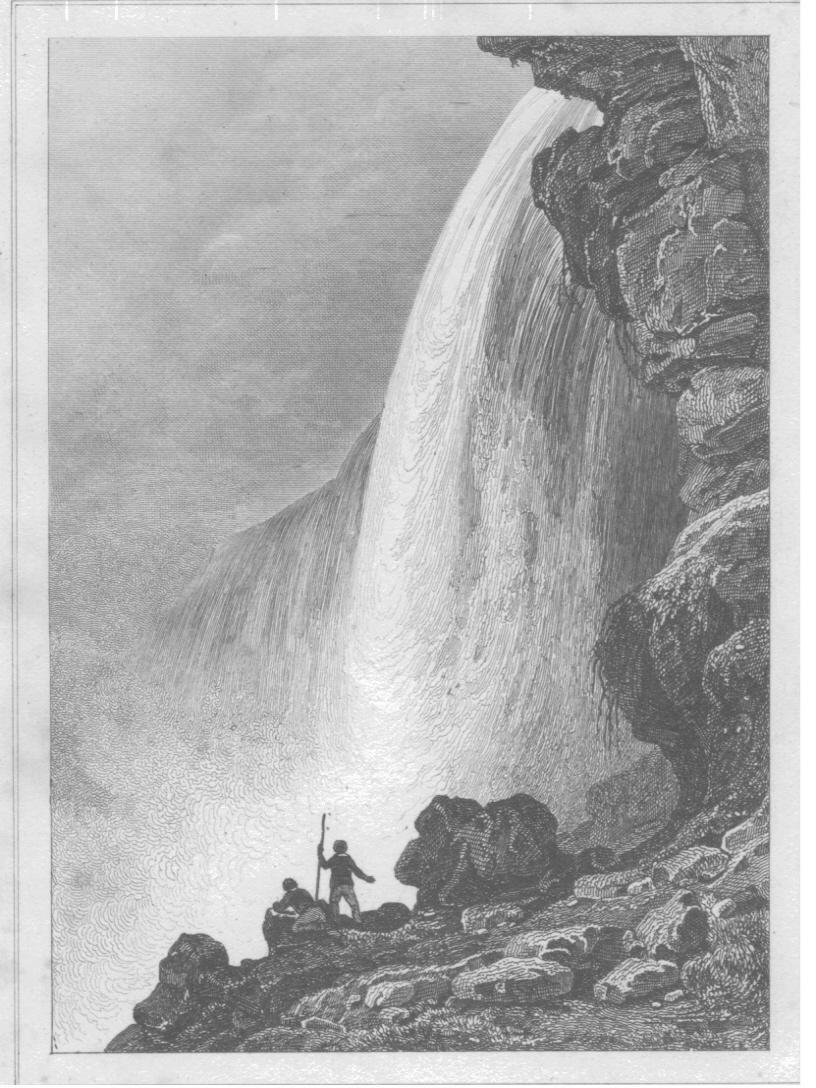
Les chutes du Niagara où Dickens a senti la présence de Mary, gravure sur bois de 1837.

Quatre mois après cette mort, Dickens rêve de la jeune fille chaque nuit ; elle lui apparaît,, raconte-t-il, tantôt comme un fantôme, tantôt en chair et en os, sans amertume, sans regret, et toujours avec le même air de bonheur tranquille. Il s'en ouvre à son épouse et les apparitions disparaissent, « évanouie[s] dans les sauvages confins du Yorkshire » (« vanished in the wilds of Yorkshire »), ne revenant qu'en 1844, le 30 septembre à Gênes, où Mary se dresse devant lui drapée de bleu telle une madone. En pleurs, les bras tendus vers elle, il ne peut que crier « Ma chère, ma chère » (« Dear, Dear ») et l'implore enfin de lui révéler quelle est la « Vraie religion », ce à quoi l'esprit répond que « pour lui, la [religion] catholique et romaine est la meilleure » (« the Roman Catholic was the best »), et il se réveille le visage baigné de larmes.
Même à l'état de veille, quand son exaltation est portée à son comble, Dickens ressent parfois la présence de Mary, comme au cours du voyage de 1842 en Amérique ; alors qu'en compagnie de son épouse, il contemple le spectacle des chutes du Niagara il ressent soudain l'impression qu'elle est présente dans ce sublime paysage, qu'elle y est venue plusieurs fois depuis que « son doux visage s'est estompé de [s]a vue terrestre » (« her sweet face fade from my earthly sight »). Tout au long de ce périple américain, où sa présence suscite le délire des foules et l'enthousiasme de l'élite, il s'est senti entouré et touché par « cet esprit qui guide [s]a vie […], le doigt invariablement pointé vers les sphères d'en haut depuis plus de quatre ans » (« that spirit which directs my life […] has pointed upward with unchanging finger for more than four years past »),.
Certes, Catherine Dickens pleure elle aussi la mort de sa jeune sœur ; dans une lettre citée par Michael Slater, elle écrit : « Depuis mon mariage, elle avait pratiquement toujours été avec nous, et mon cher Mari l'aimait autant que moi. […] Nous avons tous les deux perdu une sœur très affectueuse que nous chérissions, et nous avons souvent fait la remarque que notre bonheur était trop grand pour durer, […] et maintenant tout ce qui nous entoure la rappelle à notre souvenir » (« Since my marriage she had been almost constantly with us and my dear Husband loved her as much as I did. […] We have both lost a dear and most affectionate sister and we have often said we had too much happiness to last, […] and now every thing about us, brings her before our eyes »). Pour autant, elle commence à ressentir une certaine amertume envers ce beau-frère qui garde trop obstinément le deuil au détriment de l'attention qu'elle attend d'un mari.

## Mary Scott dans l'œuvre de Dickens

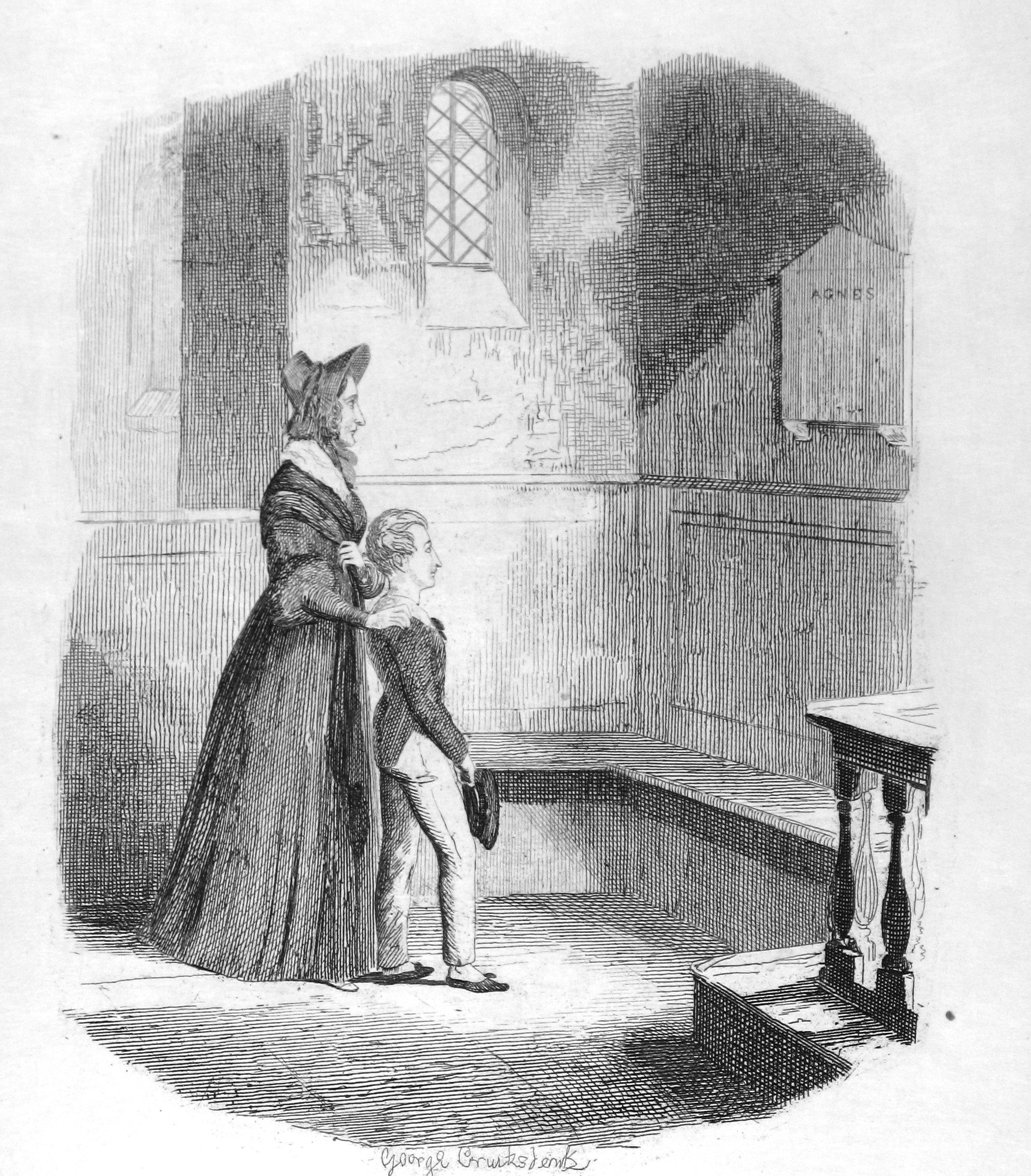
Gravure titrée : Rose Maylie et Oliver.
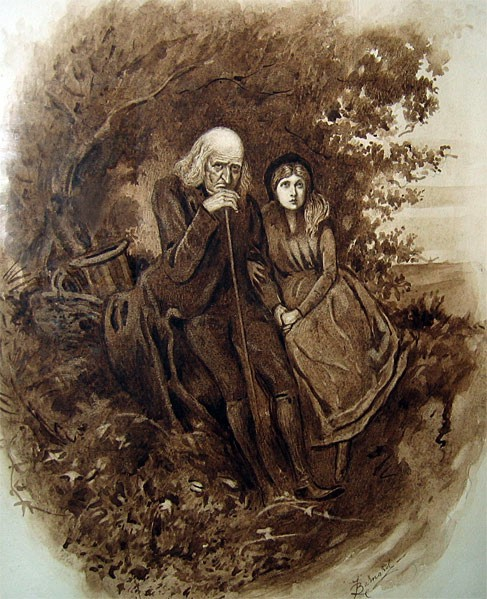
La petite Nell (Fred Barnard vers 1870).
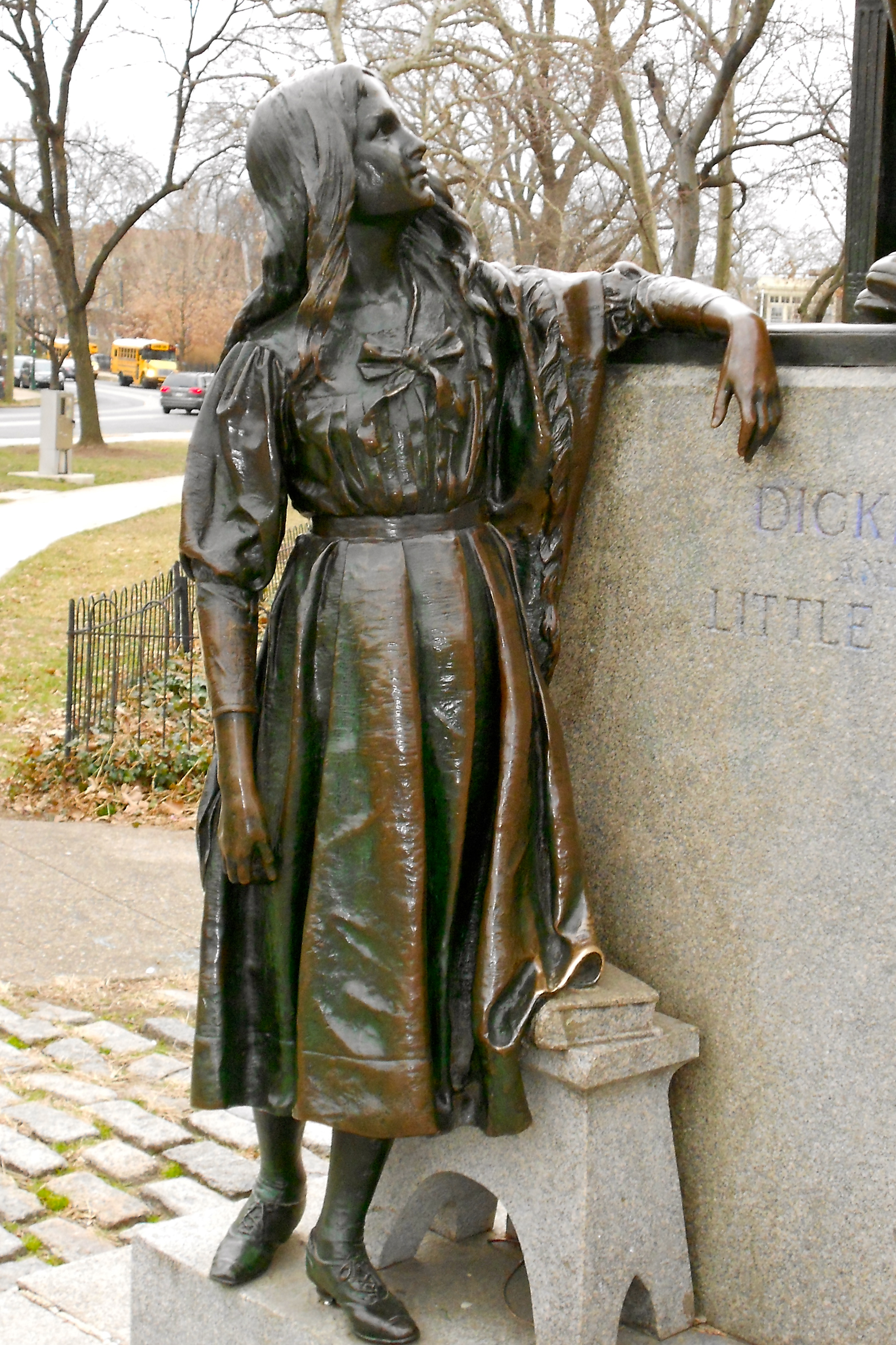
La petite Nell statufiée.
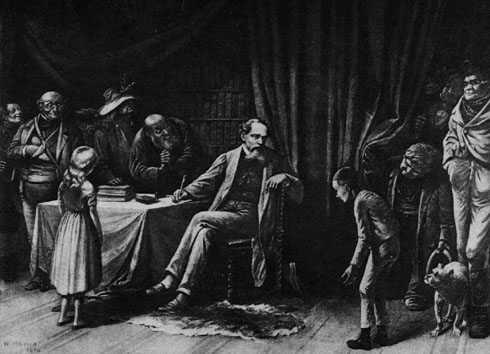
Dickens et ses personnages, avec Rose Maylie.
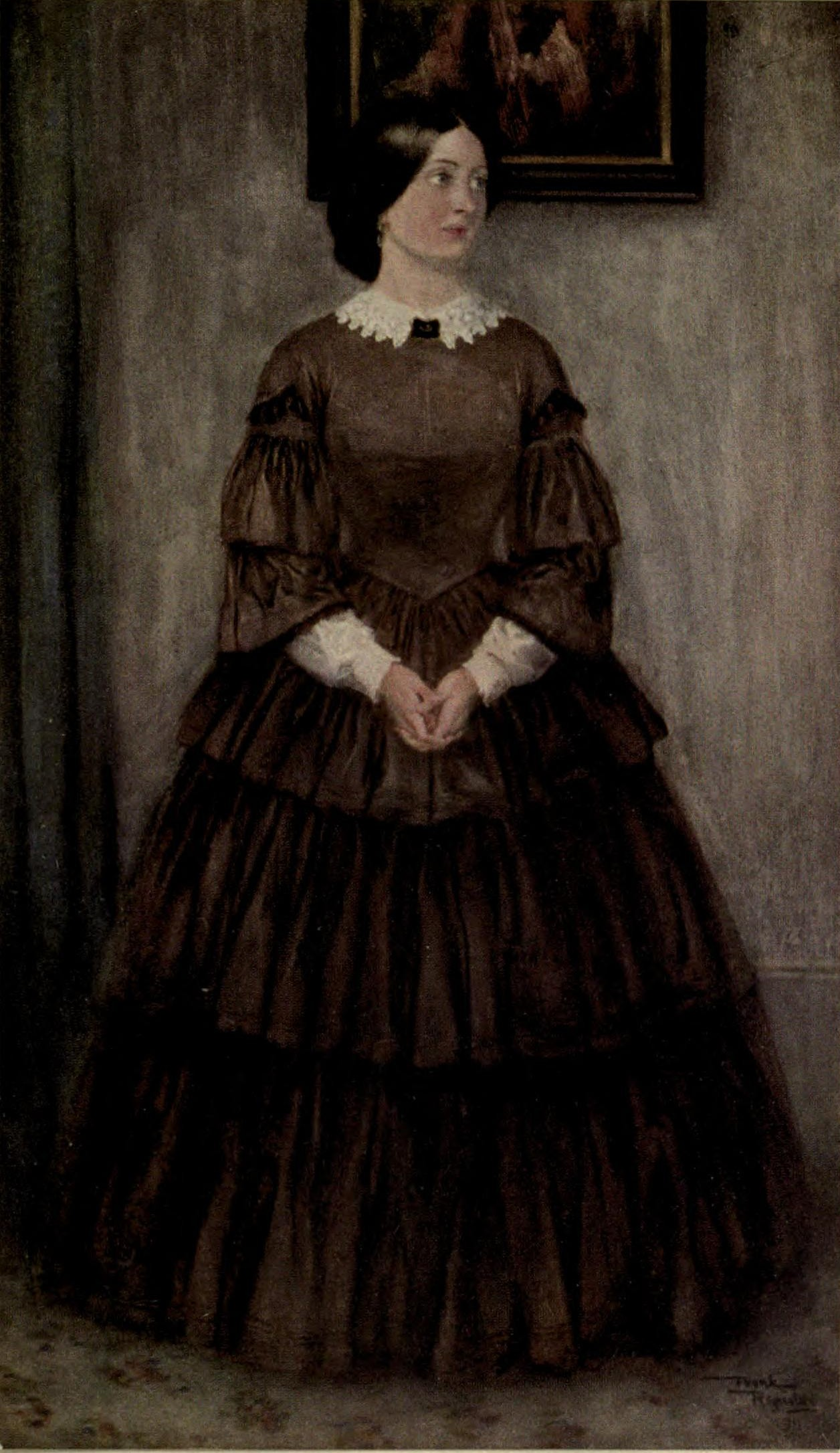
« Ô Agnès, ô mon âme ! » (par Frank Reynolds).

### Une longue liste de «descendantes»
Les critiques s'accordent à penser que Mary Scott Hogarth a servi de modèle pour la Rose Maylie d'Oliver Twist, paru environ un an après le drame de sa mort. Comme elle, Rose n'a pas dépassé  dix-sept ans, est délicieusement fluette (« slight »), douce et réservée (« mild and gentle »), trop « pure et belle » (« pure and beautiful ») pour cette terre (« that earth ») et ses rudes habitants (« its rough creatures ») ; comme Mary, elle tombe soudain malade et Dickens, confie-t-il, revit dans sa fiction cette terrible nuit de 1837, mais trouve la force et le courage de lui donner une heureuse issue. De même, la « petite Nell » du Magasin d'antiquités (1840-1841), créée à peine plus de trois ans après la mort de Mary, en a hérité la beauté et la douceur, l'innocence et la pureté, et comme elle, meurt au matin de sa vie. Kate Nickleby, la sœur, âgée de dix-sept ans elle aussi, du héros de Nicholas Nickleby, lui doit son caractère à la fois bienveillant et décidé.
Même certains personnages secondaires particulièrement attachants semblent lui ressembler : Ruth Pinch, par exemple, la jeune « gouvernante » arrachée aux traîtres mains de félons lubriques, « ce petit être radieux et affairé » (« blooming little busy creature ») de Martin Chuzzlewit, dont la joyeuse amitié témoignée à son frère Tom, évoque sans doute, analyse Michael Slater, la liaison à la fois chaste et intime dont Dickens a secrètement rêvé.
La liste des « descendantes » littéraires de Mary n'est pas close : s'y ajoutent certainement Lilian, la petite guide des visions de Trotty Veck dans Les Carillons (1844), écho de la vision à Gênes du fantôme de Mary en madone ; Dot Peerybingle, la sœur dévouée du Grillon du foyer (1845) et Milly Swidger, la jeune épouse sans maternité de The Haunted Man and the Ghost's Bargain (1848). Enfin, Michael Slater inclut dans cette lignée la jeune Marion de La Bataille de la vie (1846), une Mary, écrit-il, romantique et sacrificielle.

### Le «fantasme conscient» et le «rêve éveillé» de la réunion
Albert J. Guerard s'est particulièrement penché sur le phénomène que représente ce qu'il appelle le « fantasme conscient et le rêve éveillé de la réunion » (« conscious fantasy and enduring day-dream of reunion ») s'infiltrant ainsi dans la fiction du romancier. Selon lui, l'un des exemples les plus frappants de ce phénomène littéraire est l'histoire de David et d'Agnès (Agnes) dans David Copperfield (1850), le plus autobiographique des romans de Dickens : Agnès, proclame David, est sa « sœur » bien-aimée, celle qu'il se sent libre d'épouser à la fin de son périple intérieur ; « Ô Agnès, ô mon âme (s'écrie-t-il aux toutes dernières lignes du roman), que ton visage soit près de moi au terme de ma vie, […] que je te trouve toujours à mes côtés, le doigt pointé vers les cimes » (« O Agnes, O my soul, so may thy face be by me when I close my life indeed; […] so may I […] still find thee near me, pointing upward! »). Tout se passe comme si, en ce personnage à la fois « sœur » et épouse, Dickens avait voulu donner vie à une nouvelle Mary, ou plutôt au fantasme qu'il en a gardé depuis déjà treize années,.
Cette assimilation de Mary au personnage d'Agnès est possible : toutefois, c'est Georgina qui est le plus souvent citée comme le véritable modèle de cette création littéraire. Il est probable qu'Agnès, personne virtuelle née de l'imagination du romancier, soit un amalgame des deux sœurs.